# Instituto de Astronomía de la Universidad Nacional Autónoma de México
El Instituto de Astronomía es la institución de México encargada de la investigación en astronomía y astrofísica dentro de la Universidad Nacional Autónoma de México (UNAM) junto con el resguardo, mantenimiento y uso del Observatorio Astronómico Nacional (OAN). Tiene dos sedes: una en Ciudad Universitaria, en la Ciudad de México, y otra en Ensenada, Baja California.

## Historia

### sigloXIX
En septiembre de 1862 Francisco Díaz Covarrubias fue nombrado director del Observatorio Astronómico en Chapultepec, que era propiedad
del gobierno federal y que fue instalado en enero de 1863. Ante la inminencia de la entrada del ejército francés a la Ciudad de México, Díaz Covarrubias desmontó los instrumentos principales del observatorio y se trasladó a San Luís Potosí y posteriormente a Tampico.
El punto culminante de la astronomía mexicana del siglo XIX fue la observación del tránsito de Venus por el disco del Sol, en el año de 1874 en Yokohama, Japón, realizada por Francisco Díaz Covarrubias y su equipo de colaboradores. El éxito de la expedición a Japón permitió a Díaz Covarrubias impulsar nuevamente la idea de reinstalar el observatorio astronómico en Chapultepec. Con el cambio de administración en 1876, al iniciarse la gestión presidencial de Porfirio Díaz, Vicente Riva Palacio se encarga de la Secretaría de Fomento y es quien retoma el proyecto y convence al presidente Porfirio Díaz de seguir apoyándolo. Por decreto presidencial del 18 de diciembre de 1876, Porfirio Díaz crea el Observatorio Astronómico Nacional (OAN) y el 28 de ese mismo mes nombra a Ángel Anguiano, discípulo de Díaz Covarrubias, director del mismo. Por las mismas fechas se inició la construcción de las nuevas instalaciones y el 5 de mayo de 1878 se inaugura el Observatorio Astronómico Nacional en Chapultepec.
Los primeros directores del OAN fueron los ingenieros Ángel Anguiano (1840-1921) de 1876 a 1899 y Felipe Valle (?-1910) de 1899 a 1910. De 1876 a 1947 las funciones del OAN fueron de dos tipos: las propiamente astronómicas, que estaban fundamentalmente dirigidas al estudio y divulgación de la astronomía de posición (incluyendo la observación de
asteroides, cometas, planetas y eclipses solares), y a una serie de servicios relacionados con la astronomía y las ciencias de la tierra que a través de los años se fueron canalizando a otras instituciones como son: la geodesia, la cartografía, el geomagnetismo, la climatología, la sismografía y el servicio de la hora. En 1881 se publica la primera edición del Anuario del Observatorio Astronómico Nacional de México, que se publica anual e ininterrumpidamente hasta el día de hoy. En 1883 se traslada el Observatorio Astronómico Nacional al Palacio del ex-Arzobispado en Tacubaya.
En 1887 el Observatorio Astronómico Nacional recibió una invitación del Almirante Mouchez (1821-1892), director del Observatorio de París, para participar en el proyecto internacional de la Carta del Cielo.  En este proyecto le tocó al Observatorio de Tacubaya cubrir la franja comprendida entre las declinaciones de -9 y -17 grados, aproximadamente 2450 grados cuadrados, es decir el 6% del área del cielo.  En 1891 se instaló en Tacubaya el telescopio refractor encargado de tomar las placas fotográficas de la Carta del Cielo, al que también se le llamó La Carta del Cielo.

### sigloXX
En 1908 fue inaugurado el nuevo edificio del Observatorio Astronómico Nacional en Tacubaya y en 1929 se expidió el decreto de autonomía de la Universidad Nacional Autónoma de México, donde se estableció que el OAN pasó a ser parte de esta casa de estudios.
En 1942 fue inaugurado el Observatorio Astrofísico de Tonantzintla, gracias a los esfuerzos de Luís Enrique Erro, importante político mexicano que participó en la campaña presidencial de Manuel Ávila Camacho. Según ha sido relatado por algunos de los amigos de Erro, Ávila Camacho le preguntó a Erro que cómo lo podría recompensar por el apoyo prestado, a lo que Erro contestó que con la creación de un observatorio profesional. El recién estrenado presidente dio luz verde a la construcción de un observatorio en Puebla, su estado natal. El observatorio se construyó para alojar la cámara Schmidt, que era su telescopio principal. La latitud geográfica del Observatorio de Tonantzintla, 19 grados norte, permite observar todo el plano de la Galaxia, lo cual no era posible desde los observatorios profesionales del hemisferio norte.
En 1948 Guillermo Haro fue nombrado director del Observatorio Astronómico Nacional puesto que mantuvo hasta 1968. A partir de ese año se iniciaron una serie de líneas de investigación. Ordenadas más o menos cronológicamente las más importantes fueron sobre: nebulosas planetarias, objetos Herbig-Haro, estrellas T-Tauri, estrellas ráfaga, clasificación espectral, estrellas azules en la dirección de los polos galácticos, galaxias azules con líneas de emisión y cuasares. El interés por el estudio de las estrellas T-Tauri llevó a Haro a descubrir, independientemente de Herbig, los objetos Herbig-Haro, se trata de
pequeñas nubes brillantes que han sido excitadas colisionalmente por chorros de gas producidos por estrellas en formación.  En 1951 los telescopios del Observatorio de Tacubaya se mudan a un predio contiguo al del Observatorio Astrofísico de Tonantzintla.  Esta mudanza fue necesaria debido a la contaminación lumínica producida por la Ciudad de México.  En 1954 el OAN dejó sus oficinas en Tacubaya y se instaló en la recién creada Ciudad Universitaria.
En 1961 fue inaugurado el telescopio de 1 metro de diámetro en el Observatorio Astrofísico de Tonantzintla, siendo el más grande instalado en el país hasta la fecha. Hacia 1966 se reconoció la necesidad de construir un telescopio de mayor diámetro, pero resultó evidente que el sitio en Tonantzintla ya no era adecuado para tal fin. Por lo cual se buscó un sitio con las mejores características en cuanto a oscuridad de cielo, baja nubosidad y baja turbulencia atmosférica. Este sitio es precisamente la Sierra de San Pedro Mártir, donde se ha llevado a cabo la extensión y desarrollo del Observatorio Astronómico Nacional.
En 1967 el Observatorio Astronómico Nacional se convierte en el Instituto de Astronomía (IA) de la UNAM.
En 1971 la UNAM instala en San Pedro Mártir los telescopios de 84 cm y de 1.5 metros de diámetro.  En 1979 la UNAM inaugura el telescopio de 2.1 m, gracias al liderazgo de Arcadio Poveda Ricalde. Desde 1971 es el telescopio óptico más grande en el país.
En 1974 surgió la Revista Mexicana de Astronomía y Astrofísica, en parte heredera de la tradición del Boletín de los Observatorios de Tonantzintla y Tacubaya, revista de gran calidad y que tiene una componente de artículos extranjeros considerable, en volúmenes especiales ha publicado un número considerable de las memorias de los congresos de astronomía que se han realizado en Latinoamérica y de las conferencias mexicano-texanas de astronomía. Esta revista es la que cuenta con mayor parámetro de impacto entre todas las revistas científicas mexicanas.
En la década de los ochenta y noventa se dio la internacionalización de la astronomía mexicana a partir del establecimiento de relaciones de trabajo con astrónomos de otros países y la utilización de los mejores instrumentos astronómicos del mundo como los radiotelescopios de Estados Unidos de América y Japón, los telescopios ópticos instalados en Chile y los Estados Unidos y dos telescopios en satélites artificiales: el Explorador Internacional Ultravioleta en los ochenta y el Telescopio Espacial Hubble.
Esta actividad se vio reflejada en la producción de artículos astronómicos de alta calidad que aparecieron en las mejores revistas del mundo: Astrophysical Journal (EUA), Astronomical Journal (EUA), Monthly Notices of the Royal Astronomical Society (Gran Bretaña), Astronomy and Astrophysics (Europa). En 1983 el Instituto de Astronomía desarrolla el detector Mepsicrón, en ese entonces lo más avanzado en su tipo en el mundo, y lo emplea en el telescopio de 2.1 m con uno de sus espectrógrafos. En septiembre de 1989 el Instituto estableció el primer enlace de México al Internet a través
de una conexión TCP/IP entre sus instalaciones en Ciudad Universitaria y el National Center for
Atmospheric Research en Boulder, Colorado, utilizando el satélite mexicano de telecomunicaciones
Morelos I. En 1995 el telescopio de 2.1 m se convierte en el primer telescopio clásico convertido en activo, mediante un juego de soportes neumáticos.

### sigloXXI
El énfasis central en esta etapa radica en construir modelos evolutivos de todo lo observable y lo no observable: medio interestelar, nubes moleculares, regiones H II, la etapa de formación estelar (incluyendo discos proto-planetarios y la formación de planetas), nebulosas planetarias, la muerte de las estrellas (incluyendo la formación de enanas blancas, agujeros negros y pulsares o estrellas de neutrones), estrellas múltiples, cúmulos estelares, galaxias (incluyendo nuestra galaxia, núcleos de galaxias activas y cuasares), el Universo (incluyendo la formación de hidrógeno, helio, deuterio y litio durante los primeros cuatro minutos después de la gran explosión, así como la formación de galaxias unos mil millones de años después).
Para hacer estos modelos requerimos de observaciones de todas las bandas del espectro electromagnético: rayos gamma, rayos X, luz ultravioleta, luz visible, luz infrarroja, ondas milimétricas y ondas de radio.
En 2003 se crea el Centro de Radioastronomía y Astrofísica (CRyA) de la UNAM, ubicado en el Campus Morelia de la UNAM y creado a partir de la unidad del Instituto de Astronomía de la UNAM en dicha ciudad.
En 2008 astrofísicos y físicos de altas energías de diversos centros nacionales han creado una alianza para atraer al proyecto internacional HAWC a México. HAWC pertenece a la nueva generación de observatorios panorámicos Cherenkov en agua, tras el éxito y conclusión de la misión Milagro, que fue desmantelada en junio de 2008 para que su electrónica y tubos fotomultiplicadores se integren en HAWC. Instalado en el parque nacional Pico de Orizaba, será un telescopio que registrará simultáneamente rayos gamma de altas energías (100GeV a 100TeV).
En junio de 2011 el Instituto de Astronomía presentó el equipo de cómputo de alto rendimiento Atocatl. Atocatl es un cluster que paralelará 216 procesadores, sirviendo a los investigadores en astronomía en materia de cálculo sobre modelos de astrofísica, posterior a la parte de recepción de datos en los telescopios como desde el Observatorio Astronómico Nacional de San Pedro Mártir. En su primera fase tiene 40 Terabytes de capacidad de procesamiento pero que se espera quintuplicará para antes del año 2012. Las futuras ampliaciones lo llevarán a tener un total de 8 GPUs, 288 procesadores CPUs y 200 Terabytes para almacenamiento de datos.
Como parte del desarrollo de la astronomía mexicana en el siglo XXI se está trabajando en dos proyectos para instalar telescopios modernos en el territorio nacional, en particular el Instituto de Astronomía de la UNAM desde principios de los noventa está impulsando y desarrollando un proyecto para instalar un telescopio óptico-infrarrojo de nueva tecnología para ser instalado en el Observatorio de San Pedro Mártir.  El IA participa como socio minoritario en otros proyectos: en el óptico contribuimos con el 5% del costo y mantenimiento del Gran Telescopio Canario (GTC), ubicado en las Islas Canarias. Con el apoyo de CONACyT también se tendrá acceso al Gran Arreglo Milimétrico de Atacama (ALMA), el cual se está construyendo en Chile.

## Investigadores reconocidos
En el Instituto de Astronomía se han formado y/o laborado investigadores en astronomía y astrofísica de reconocimiento mundial:
- Julieta Fierro Gossman, pionera de la divulgación científica en México.
- Guillermo Haro Barraza, fundador del INAOE.
- Manuel Peimbert Sierra, especialista en evolución química del Universo.
- Paris Pişmiş, investigadora pionera de astronomía en México.
- Arcadio Poveda Ricalde, investigador emérito del Instituto de Astronomía.
- Luis Felipe Rodríguez, especialista en radioastronomía y fundador del CRyA en Morelia, Michoacán.
- Silvia Torres Castilleja, electa presidenta de la Unión Astronómica Internacional de 2015 - 2018.
- Alejandro Farah Simón, presidente de la Sociedad Astronómica de México, fundador de la Sociedad Astrómica de la Facultad de Ingeniería de la UNAM, jefe del departamento de instrumentación.